# Санчо VII Наварски
Санчо VII Наварски, известен като Силния (на испански: Ел Fuerte; на баски: Antso Azkarra) или като Санчо Предпазливи, е средновековен крал на Навара от 1194 до 1234 г. от династията Хименес. Изолира се от властта в последните си години. Затова има и псевдоним – El Encerrado, Заклю̀чения.
Историкът и съдебномедицински антрополог Луис дел Кампо, който е изучава тленните останки на Санчо VII, потвърждава, че кралят е бил с ръст над 180 см (7,3 фута или 221 сантиметра).

## Произход
Син е на крал Санчо VI и Санча Кастилска.

## Крал на Навара

### Битка при Лас Навас де Толоса (1212)
Санчо има сериозен принос в победата на армиите на християнската коалиция над войските на Алмохадите на 16 юли 1212 година в битката при Лас Навас де Толоса. Зад войските на Алмохадите се намира лагера им, в центъра на който се намира палатката на техния вожд Мухамад Ал-Насир (християните го наричали Мирамамолин). Палатката се охранява от неговата лична гвардия, състояща се от хиляди африкански роби, които са приковани между себе си с верига (според една легенда – златна) и обграждат своя господар, образувайки жива стена, която защитава от възможно нападение. В един от решаващите моменти на битката, кралят на Навара със своите рицари достига палатката на вожда на Алмохадите, но на никой не се отдава да преодолее плътната жива стена от оковани роби. Тогава Санчо разбива тази верига и със своя кон нахлува в палатката на вожда, увличайки наварците след себе си. Виждайки този успех, след него нахлуват и другите рицари.
В палатката е седящият Мухамад Ал-Насир, четящ Корана, който на главата си има голям бял тюрбан с огромен зелен изумруд в центъра. Мухамад Ал-Насир, виждайки, че е претърпял поражение, скача на своя кон и в ужаса си бяга. В Алмохадската войска започва всеобща паника и скоро цялата останала войска се обръща в бягство. След тази битка Санчо получава герб във вид на червен щит с пресичащи се златни вериги и зелен изумруд в центъра.

### Наследство
Санчо предава кралските пълномощия на сестра си Бланш, омъжена за Тибо III, граф Шампан, но през 1229 година тя умира, а в 1232 година умира и другата сестра, Беренгария, омъжена за Ричард Лъвското сърце. Така, бездетният Санчо става последния представител на мъжката линия на династия Хименес, управляващи в Навара от началото на X век. След неговата смърт за крал на Навара е избран неговият племенник граф Тибо Шампан, син на Бланш под името Теобалд I (Навара).